# Монтагано
Монтагано, Монтаґано (італ. Montagano) — муніципалітет в Італії, у регіоні Молізе,  провінція Кампобассо.
Монтагано розташоване на відстані близько 185 км на схід від Рима, 10 км на північ від Кампобассо.
Населення — 1100 осіб (2014).
Щорічний фестиваль відбувається 10 липня. Покровитель — святий Алессандро.

## Демографія
Населення за роками:

Станом на 1 січня 2023 року в муніципалітеті офіційно проживало 11 іноземців з 9 країн, серед них 2 громадяни країн Євросоюзу та 2 громадяни України.

## Сусідні муніципалітети
- Лімозано
- Матриче
- Петрелла-Тіферніна
- Ріпалімозані